# 달래
달래는 수선화과 부추아과 부추속의 여러해살이풀로서, 학명은 Allium monanthum이다.

## 이름
ᄃᆞᆯ뢰(小蒜 月老)— 향약구급방(1417)

현대 국어 '달래'의 옛말인 'ᄃᆞᆯ뢰'는 15세기 문헌 《향약구급방》에서부터 나타난다.

## 분포
한국, 일본 및 중국 동북부 등지에 분포한다.

## 특징
비늘줄기는 넓은 난형이고 길이 6 ~ 10mm로서 외피가 두꺼우며 밑에는 수염뿌리가 있다. 잎은 1 ~ 2개이며 길이 10 ~ 20cm, 나비 3 ~ 8mm의 선형 또는 넓은 선형으로 9 ~ 13맥이 있다.서늘한 곳에서 잘 자란다.
꽃은 4월에 잎 사이에서 잎보다 짧은 1개의 꽃줄기가 나와 그 끝에 1 ~ 2개가 달리는데, 길이는 4 ~ 5mm로서 백색이거나 붉은빛이 돌고 막질이며 난형의 포가 있다. 꽃잎은 6개이고 긴 타원형 또는 좁은 난형이며 같은 수의 수술보다 길거나 같고, 암술머리른 3개로 갈라진다. 열매는 삭과로 작고 둥글다.

## 쓰임새

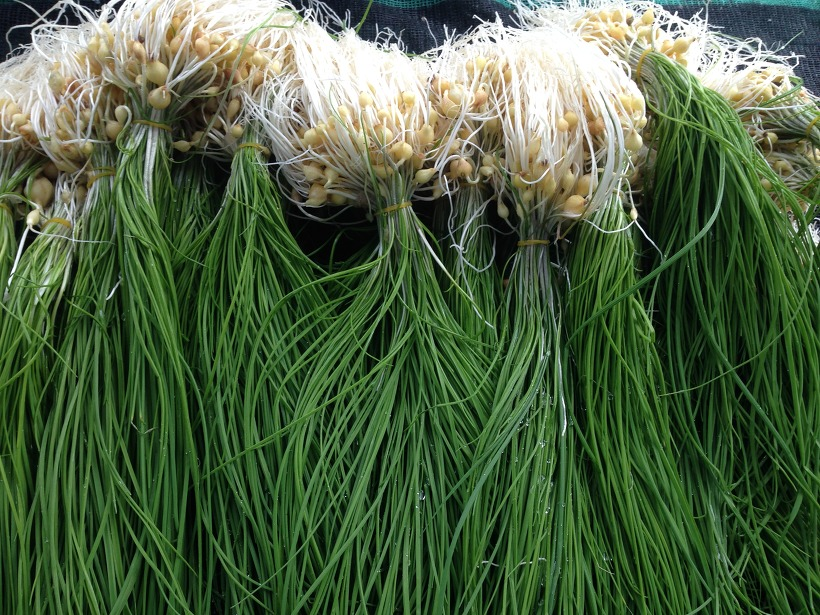
달래의 희고 둥근 비늘줄기와 긴 대롱 모양 잎 (충청남도 서산시)

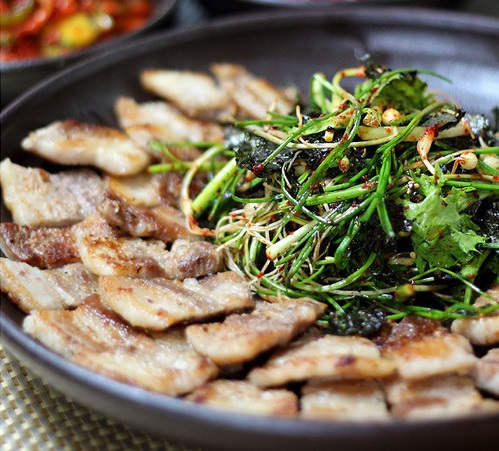
달래 무침과 삼겹살
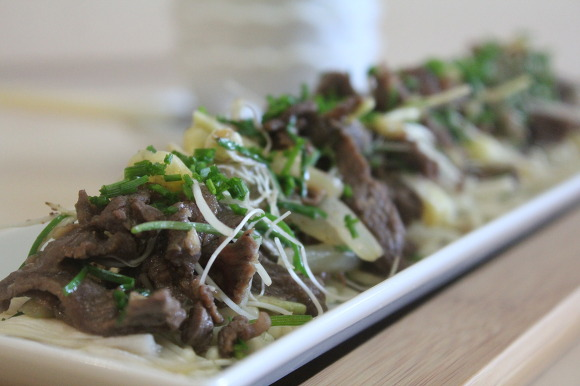
달래를 뿌린 불고기
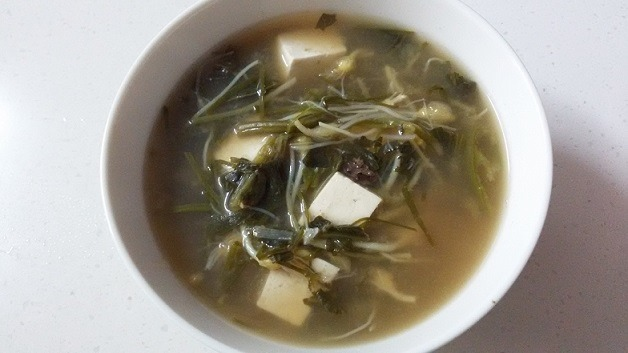
달래 된장국

잎과 알뿌리를 함께 생채로 해서 먹거나 국거리나 부침 재료로도 이용한다. 뿌리줄기를 소산(小蒜)이라 하여 약으로 쓴다. 가슴을 편안하게 하고, 양기를 잘 흐르게 하여 뭉쳐있는 것을 흩어주며 기(氣)를 소통시켜 체한 것을 통하게 하는 효능이 있다.

## 같이 보기
- 파
- 골파
- 쪽파
- 차이브